# Santa María de Huachipa
Santa María de Huachipa, más conocido simplemente como Huachipa, es un centro poblado menor ubicado en el distrito de Lurigancho-Chosica, en la ciudad de Lima, capital del Perú. Tiene un área de superficie de 12 485 688.41 m² (12.48 km²). Limita al norte, con los cerros del Complejo Arqueológico Pedreros; al este, con el centro poblado de Carapongo; al sur, con el distrito de Ate; al suroeste, con el distrito de El Agustino; y al oeste, con el distrito de San Juan de Lurigancho.

## Historia
Con casi tres décadas de fundación, Huachipa apunta a convertirse en una localidad ecológica y turística. Bañados por el cauce del río Huaycoloro.
El centro poblado de Santa María de Huachipa está comprendido por 5 sectores; la primera zona es la urbanización El Club (1.ª y 2.ª Etapa), la segunda zona es La Capitana, la tercera zona se llama Santa Rosa, la cuarta zona se denomina Huachipa Norte y la quinta zona comprende Los Huertos de Huachipa.
Como todo pueblo, Huachipa tiene un pasado histórico. En la época del paleolítico y el neolítico, en Huachipa se desarrolló una cultura donde se trabajaba la piedra en la zona conocida como Pedreros, donde se han encontrado vestigios de cómo el hombre antiguo de la costa central de Lima y de Huachipa elaboraba trabajos en piedra. Siglos después, durante el virreinato del Perú, los esclavos negros fueron tratados con crueldad, maltrato inhumano y privados de sus derechos, debido a esto se escaparon y lucharon por su libertad en 1703. Ubicado en lo que actualmente es el centro poblado de Santa María de Huachipa estaba el palenque de Huachipa, lo que es sin duda el momento más importante de la historia de este lugar.
En la época de la colonia, Huachipa contaba con la hacienda de Nievería, o también llamada el corral de nieves, que era el lugar donde se almacenaban los bloques de hielo, procedentes de la cordillera de los Andes, que posteriormente, eran enviados a la Ciudad de los Reyes. De igual manera, estas haciendas producían los alimentos que luego irían a la ciudad de Lima. A su vez, Huachipa era un lugar de tránsito obligado a la sierra central del país por los caminos virreinales.
Huachipa siempre perteneció al distrito de Lurigancho, creado en 1825 por Simón Bolívar. En 1967, debido al gran tamaño del distrito, y después de un largo proceso de varios años, Lurigancho se divide y se forma el distrito de San Juan de Lurigancho, quedando Huachipa dentro de los límites del actual distrito de Lurigancho-Chosica. Más tarde, el 23 de enero de 1992, la Municipalidad de Lima, encabezada por el entonces alcalde, Ricardo Belmont, acordó crear la Municipalidad del Centro Poblado de Santa María de Huachipa, en el distrito de Lurigancho-Chosica, perteneciente a la provincia y departamento de Lima; debido a la necesidad de los vecinos de esta parte de la ciudad, quienes pedían mayor apoyo por parte de sus autoridades.

## Zoológico de Huachipa
A pesar de su nombre, el Zoológico de Huachipa no pertenece a Huachipa, sino al distrito de Ate. Huachipa es más conocido por este parque zoológico. Desde 2023, su nombre es Parque de las Leyendas - sede Huachipa, y es manejado por el Patronato del Parque de las Leyendas de la Municipalidad Metropolitana de Lima.
El parque tiene una exhibición que muestra el tratamiento del agua del río Rímac, del cual Lima se provee de agua potable. En el parque se puede encontrar un gran número de animales grandes y pequeños, como por ejemplo: leones, pingüinos, lobos de mar y aves exóticas.
| - Jirafa - Cebra de Grant - Avestruz - Tigre de Bengala - León africano - Jaguar - Puma - León blanco - Hiena moteada - Zorro andino - Zorro costeño - Jaguar negro - Oso de anteojos - Lagarto cabeza roja - Boa mantona - Poni - Cuy doméstico - Conejo | - Búho de anteojos - Loro real - Guacamayo azul y amarillo - Guacamayo rojo - Tucaneta tricolor - Tucán de Cuvier - Manacaraco - Pava aliblanca - Caique cabeza amarilla - Caique cabeza negra - Búho moteado - Búho americano - Ibis sagrado - Ibis escarlata - Caiman blanco - Cerdo - Cabra alpina - Oveja | - Espátula africana - Pava amazónica - Cisne de cuello negro - Pavo real - Polla de agua - Rana gigante del Titicaca - Rana de Junín - Sapo de Surinam - Tortuga motelo - Tortuga de patas rojas - Anaconda verde - Taricaya - Cocodrilo de Tumbes - Pitón reticulada - Pingüino de Humboldt - Gallo - Burro - Pato colorado | - Lobo de mar fino - Lobo de mar chusco - Nutria de río - Pelícano peruano - Hormiguero gigante - Grisón - Nutria gigante - Canguro rojo - Emú común - Dromedario - Camello bactriano - Perezoso de tres dedos - Perezoso de dos dedos - Tapir amazónico - Flamenco chileno - Ganso cisne - Cormorán neotropical - Pato salvaje | - Mono leoncito - Mono pichico - Mono ardilla - Mono de goeldi - Mono machín negro - Mono machín blanco - Mono huapo negro - Mono huapo colorado - Mono aullador rojo - Mono maquisapa - Mono lanudo - Mono araña negro - Coatí cola anillada - Mono tocón - Vaca - Ganso común - Huallata - Vicuña |

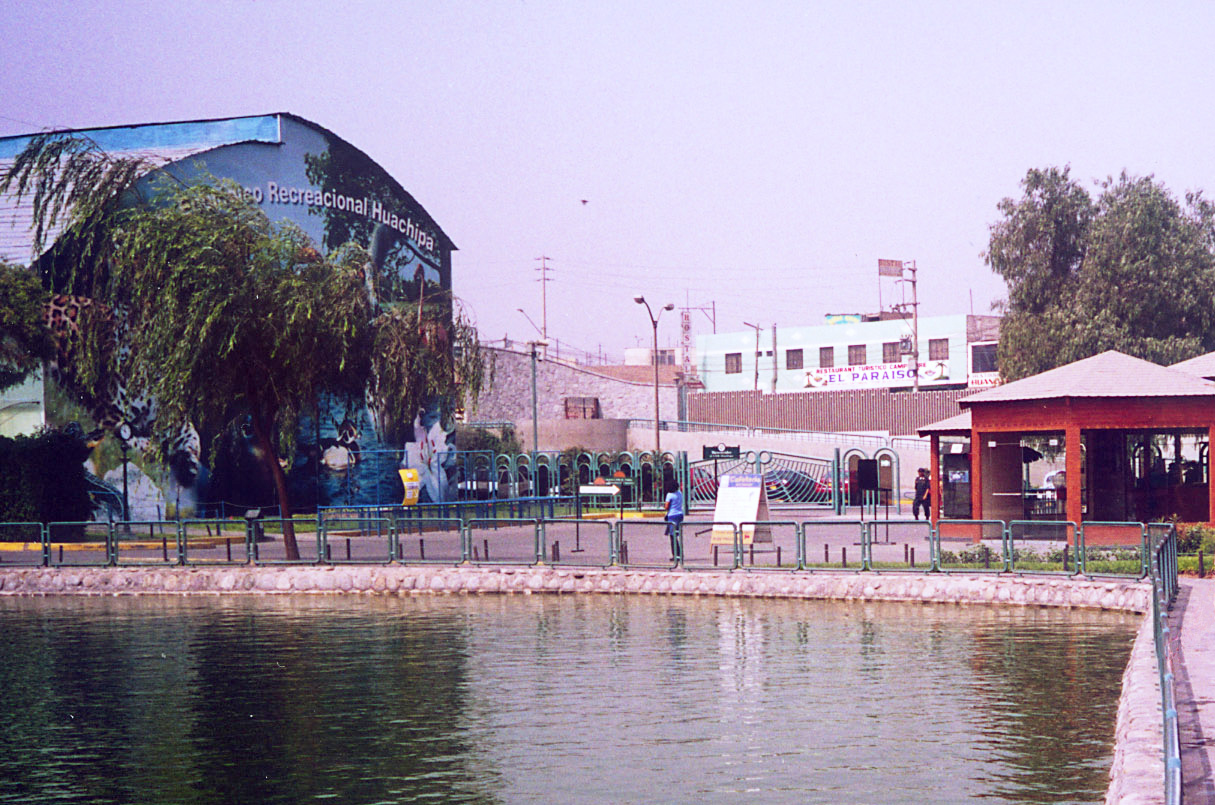
Entrada (desde adentro)
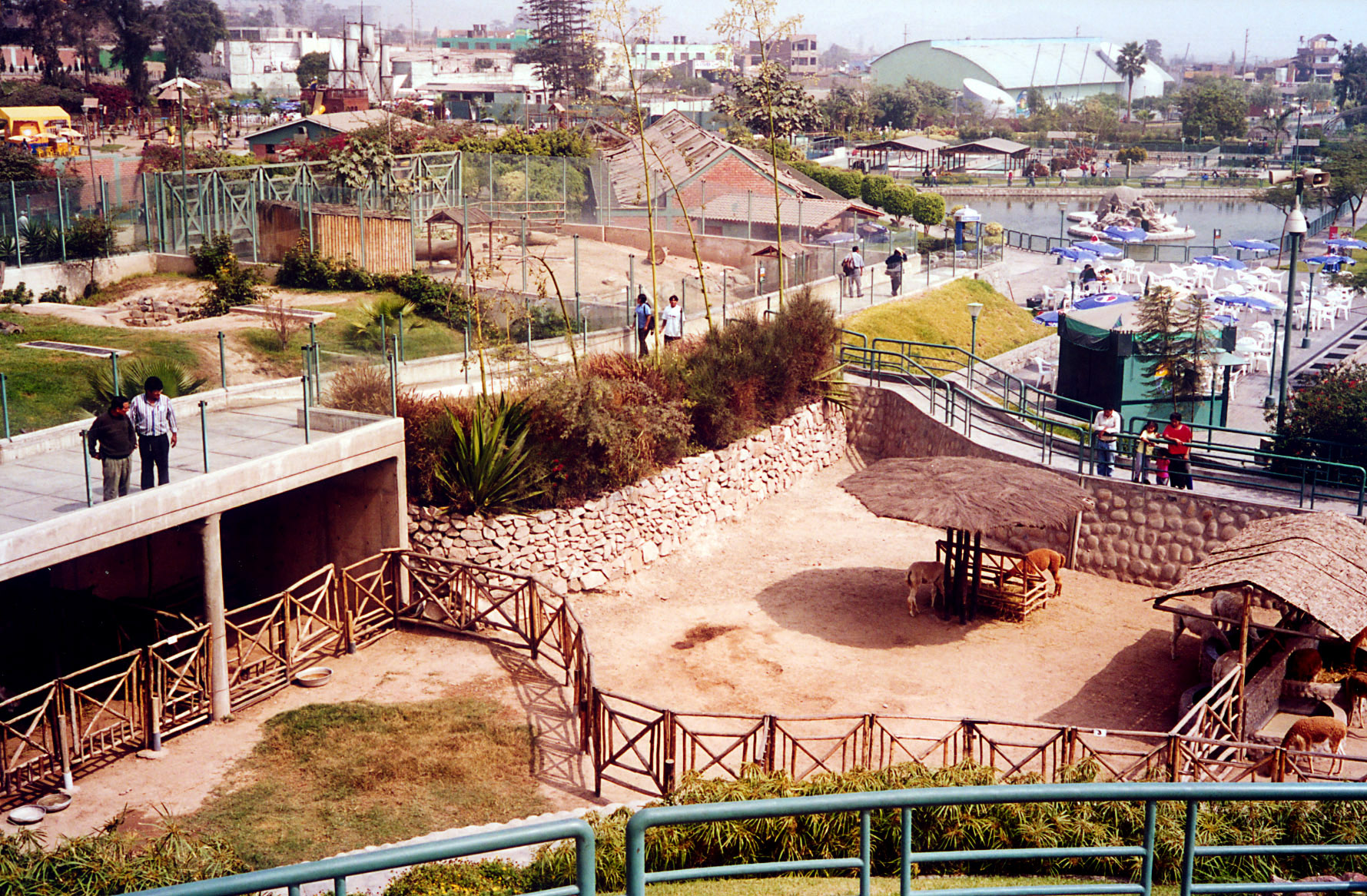
Vista general
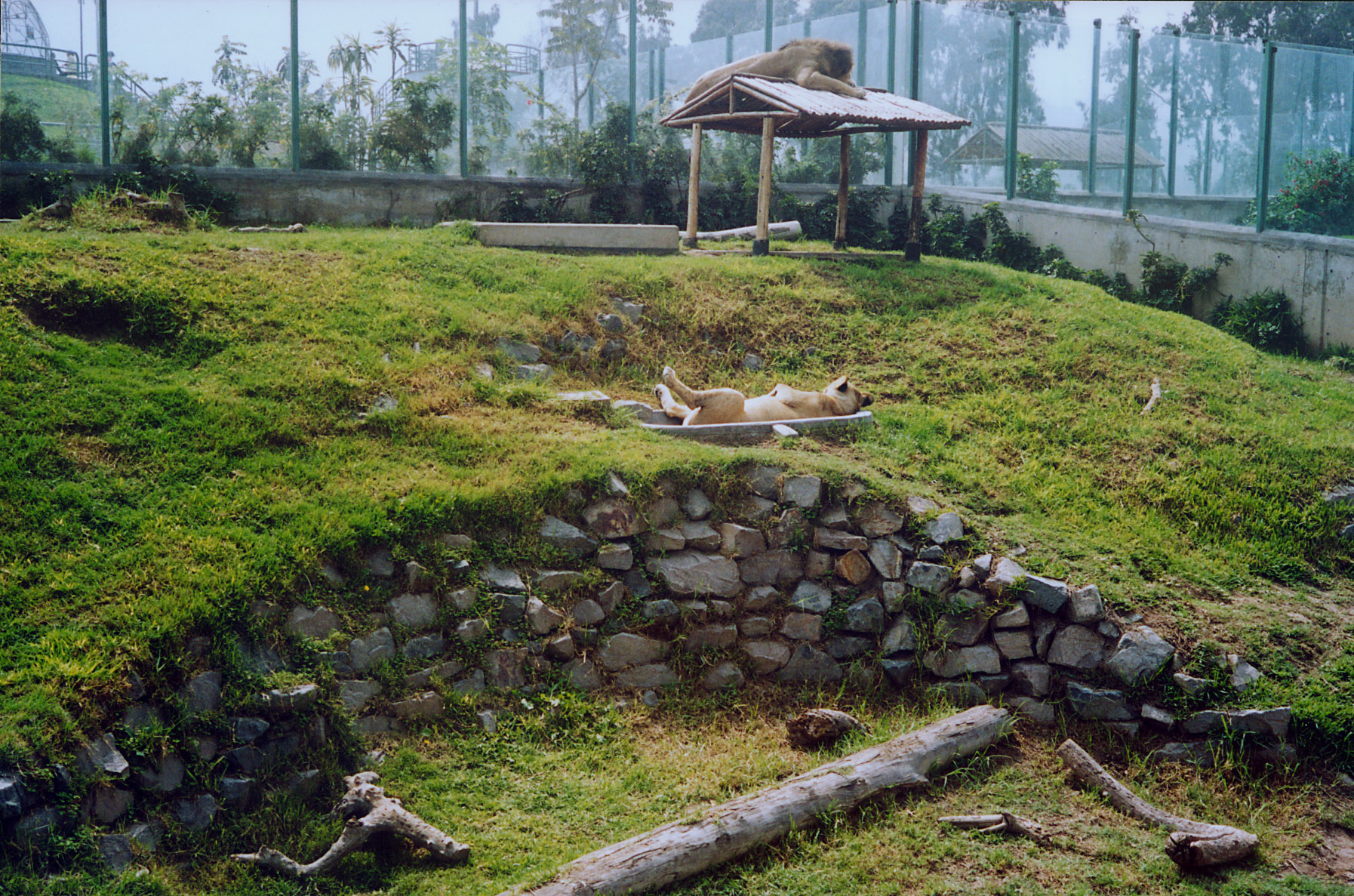
Leones
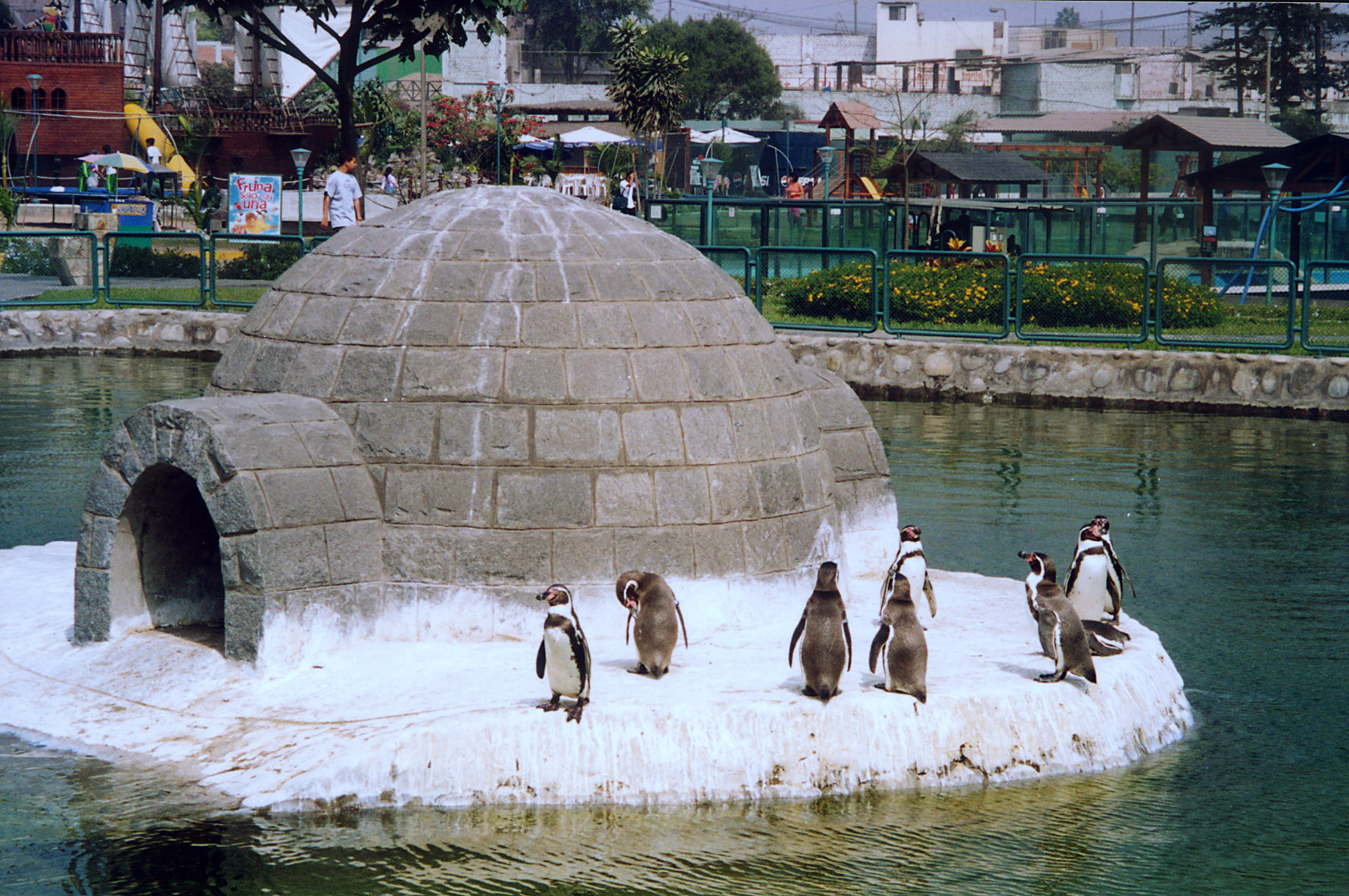
Pingüinos

## Distrito de Huachipa, proyecto
Actualmente, los residentes del centro poblado están avocados a consolidarse como un nuevo distrito, ya que el desarrollo privado de la zona es mayor, y las obras de infraestructura pública no reflejan el aporte de los vecinos y empresas. Esta es tarea de las entidades representativas de las poblaciones como la Asociación de Propietarios de la Urb. El Club (APUR), que esperan que antes de culminado el presente gobierno se llegue a concretar.
Además del centro poblado de Santa María de Huachipa, este nuevo distrito incluiría también las zonas de Jicamarca Cerro Camote, Cajamarquilla, Carapongo y Nievería. Limitaría al norte, con el distrito de San Antonio de Chaclla, provincia de Huarochirí; al este, con el distrito de Lurigancho-Chosica; al sur, con el distrito de Ate; al suroeste, con el distrito de El Agustino; y al oeste, con el distrito de San Juan de Lurigancho.

## Economía
En Huachipa se encuentran establecidas las plantas industriales de Aje, CBC, Grupo Gloria, Todinno, entre otras.